# Aphelandra margaritae
Aphelandra margaritae là một loài thực vật có hoa trong họ Ô rô. Loài này được E.Morren mô tả khoa học đầu tiên năm 1883.